# John Cooper
|  | Per a altres significats, vegeu «John Cooper (dissenyador de cotxes)». |

John Cooper (1570 - 1626) fou un compositor i notable executant del llaüt i viola baixa anglès.
De jove viatjà per Itàlia on prengué el sobrenom nom de Coperario o Coprario. En tornar a Anglaterra, Jaume I, li encarregà l'educació musical dels seus fills, entre ells el desgraciat Carles I, el qual arribà adquirir tal habilitat que Joan Playfort digué que executava amb admirable perfecció a la viola baixa, les obres que Coperario havia escrit per a orgue. Escriví la música d'algunes petites obres del gènere dit en aquells temps mascarada a Anglaterra, entre les que descollen: Maske of innertemple and Grayìnn (1612), i Maske of Flowers (1614). En la col·lecció de música religiosa de William Leighton, titulada The Tears or Lamentations of the deat of the right honourable earla of Devonshire (Londres, 1606) Songs of mourning bewailing the untimely death of of prince Henry (Londres, 1613).